# Nina Foch
Nina Foch, właśc. Nina Consuelo Maud Fock (ur. 20 kwietnia 1924 w Lejdzie, zm. 5 grudnia 2008 w Los Angeles) – amerykańska aktorka, nominowana do Oscara za rolę drugoplanową w filmie Rada nadzorcza.